# Saussay-la-Campagne
Saussay-la-Campagne – miejscowość i gmina we Francji, w regionie Normandia, w departamencie Eure.
Według danych na rok 1990 gminę zamieszkiwało 390 osób, a gęstość zaludnienia wynosiła 78 osób/km² (wśród 1421 gmin Górnej Normandii Saussay-la-Campagne plasuje się na 536. miejscu pod względem liczby ludności, natomiast pod względem powierzchni na miejscu 690.).